# Шиле, Александр Яковлевич
Алекса́ндр-Пётр-Адриа́н Я́ковлевич Ши́ле (28 июня [10 июля] 1830, Санкт-Петербург — 14 [26] сентября 1897, Киев) — русский архитектор. Автор большинства киевских фонтанов (в форме чаш).

## Биография
Родился в Петербурге, воспитывался в Петропавловском училище. В 1852 году окончил Петербургскую академию художеств со званием некласнного художника (за проект городских ворот) и продолжил обучение за рубежом (Париж, Берлин (Берлинская архитектурная академия), Италия). В 1855 году возвращается в Россию и работает в Петербурге и Нижнем Новгороде. В 1869—1871 годах — в должности городского архитектора Киева, в 1880—1889 годах — в должности архитектора Фундуклеевской гимназии. Занимался преподавательской деятельностью.
На протяжении 1869—1897 годов работал в Киеве, где прославился многими выдающимися сооружениями административного, хозяйственного и жилого назначения. Умер в Киеве, похоронен на Аскольдовой могиле.
Режиссёр Валентин Соколовский в 1999 году снял телевизионный фильм об Александре Шиле. Портрет не сохранился, но архитектор был: «роста среднего, волосы, брови русые, глаза голубые».

## Проекты и постройки

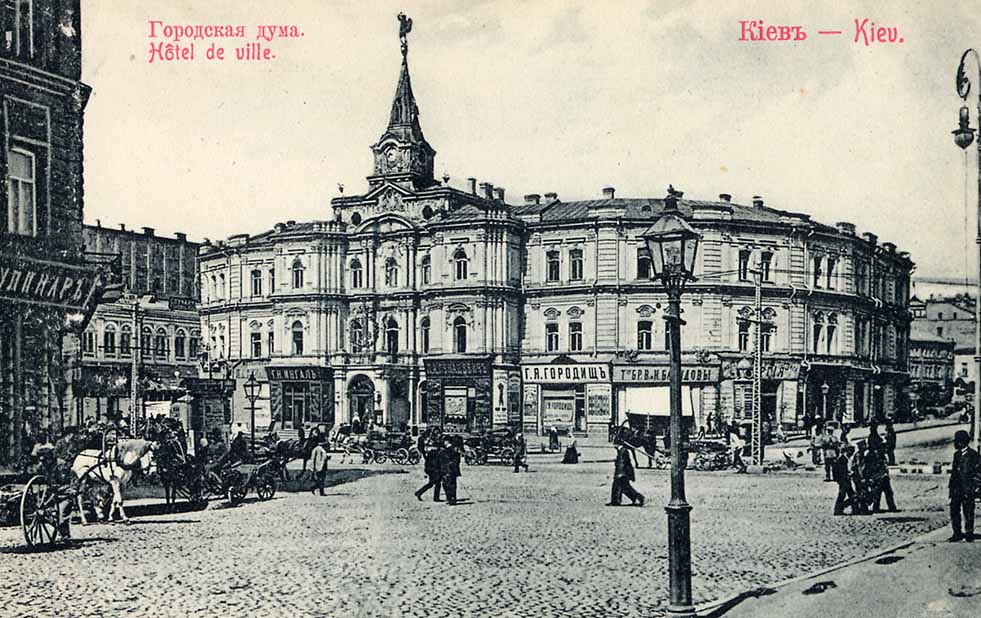
Здание Киевской городской думы (1874—1876)

- Перестройка существующего здания для Коллегии Павла Галагана (1870—1871, ул. Фундуклеевская (ныне — Б. Хмельницкого), 11)
- Отделка интерьеров Мариинского дворца (1870)
- Биржа, впоследствии Земельный банк на ул. Институтской, 7 (1870—1873)
- Музыкальное училище Русского музыкального общества в Музыкальном переулке (1874, здание восстановлено после войны, теперь помещение Национальной радиокомпании Украины)
- Городская дума на ул. Крещатик, 18 (1874—1878, не сохранилась)
- Реконструкция здания магистрата на Александровской (ныне — Контрактовой) площади, 12 для 3-й мужской гимназии (1876, соавтор В. Прохоров)
- Два сооружения Киевского военного округа на ул. Банковой, 11 (1877, в 1930-е годы перестроены и вошли в состав нового здания, ныне Администрация Президента Украины)
- Фонтан на Царской (теперь Европейской) площади (1872, не сохранился),
- Водонапорная башня в Купеческом саду (теперь Крещатом парке) (1876—1877),
- Царская (1871—1872, воссоздана в 2003) и Михайловская водонапорные башни (1878, не сохранилась).
- Начал монументальное строительство в усадьбе Ф. Меринга, соорудив на месте будущего пассажа дом М. Штифлер и 3-этажные крылья (1875, не сохранились).
- Жилой дом профессора В. Т. Покровского на ул. Прорезной, 18 (1871),
- Жилой дом Г. Лозицкого на ул. Софиевской, 20/21 (1873),
- Жилой дом на ул. Крещатике, 46 (1873),
- Жилой дом генеральши Д. Павловой на ул. Пушкинской, 32 (1875),
- Надстройка жилого дома И. Бродского на углу ул. Владимирской, 48 и ул. Театральной (1875, первоначальная постройка А. Беретти),
- Реконструкция и переработка паркового фасада особняка барона Штейнгеля на ул. Большой Подвальной (ныне — Ярославов Вал), 3 (1878),
- Жилой дом инженера Н. Добрынина на ул. Прорезной, 9 (1879),
- Жилой дом Ф. Михельсона на ул. Пушкинской, 40 (1880),
- Дом Г. Ильинского / «номера Ильинской», со отель «Прага» на ул. Владимирской, 36 (1880—1882),
- Доходный дом Ф. Людвиковського / 5 этажей по ул. Костёльной, 4 (1887),
- Доходный дом Ф. Михельсона на ул. Владимирской, 47 (1889—1890, соавтор В. Сычуга).

## Галерея

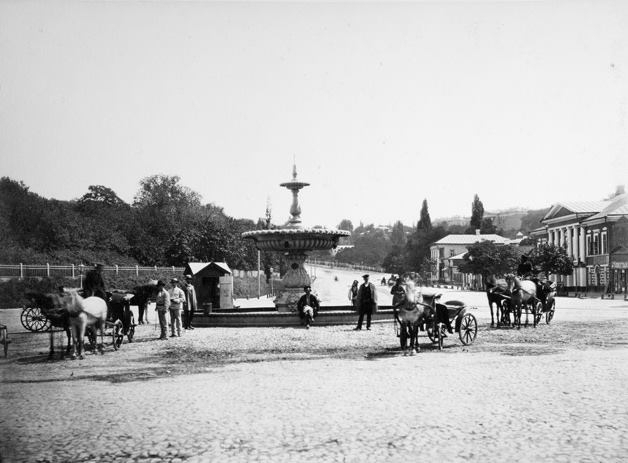
Фонтан «Иван» («Фундуклеевский») на Царской площади, Киев, фото начала XX в.